# 松木宗顕
松木宗顕（まつき むねあき、万治元年（1658年）12月10日 - 享保13年（1728年）4月28日）は、江戸時代中期の公卿。院号は九品院。

## 官歴
- 寛文5年（1665年）：従五位上
- 寛文10年（1670年）：侍従、正五位下
- 寛文11年（1671年）：従四位下
- 延暦3年（1675年）：左近衛中将
- 延暦4年（1676年）：従四位上
- 延暦7年（1679年）：正四位下
- 延暦10年（1682年）：蔵人頭
- 延暦12年（1684年）：正四位上
- 天和元年（1681年）：参議、左大弁
- 天和2年（1682年）：従三位、踏歌外弁
- 天和3年（1683年）：権中納言
- 貞享元年（1684年）：神宮伝奏
- 貞享4年（1687年）：正三位
- 元禄元年（1688年）：権大納言
- 元禄7年（1694年）：従二位
- 宝永元年（1704年）：正二位
- 正徳5年（1715年）：従一位、准大臣
- 享保11年（1726年）：内大臣

## 系譜
- 父：松木宗条
- 母：河鰭基秀の娘
- 子：松木宗彌
- 子：松木宗長